# United Rugby Championship
Pour les articles homonymes, voir Celtic League.
Le United Rugby Championship est une compétition de rugby à XV réunissant des sélections de provinces galloises, irlandaises, italiennes, écossaises et sud-africaines.
Cette épreuve voit le jour en 2001 afin d'offrir aux équipes irlandaises, galloises et écossaises une compétition de meilleur niveau que les affrontements purement nationaux. En 2010, deux équipes italiennes sont intégrées à la compétition, alors appelée Ligue celtique. L'année suivante, la compétition change de nom et devient Pro12 de manière générale, et plus spécifiquement RaboDirect Pro12 dans le cadre d'un parrainage avec la filiale de la banque néerlandaise Rabobank. En 2014, elle est renommée Guinness Pro12, d'après son nouveau sponsor, la marque de bière Guinness puis Guinness Pro14 en 2017 après l'adjonction de deux équipes d'Afrique du Sud. En 2021, sous son nouveau format, elle adopte son nom actuel United Rugby Championship.

## Histoire

### Les débuts (2001-2002)
En 1999, les franchises provinciales écossaises de Glasgow et Édimbourg intègrent le championnat gallois de première division (Welsh-Scottish League). Ce premier rapprochement entraînera en 2001 la création de la Ligue celtique de rugby avec l'arrivée des quatre provinces irlandaises.
Les équipes participant à la première édition en 2001 sont au nombre de 15 :
- 4 provinces irlandaises : Connacht, Leinster, Munster et Ulster
- 2 équipes écossaises : Édimbourg et Glasgow
- 9 équipes galloises : Bridgend, Caerphilly, Cardiff, Ebbw Vale, Llanelli, Neath, Newport, Pontypridd et Swansea

Les premiers vainqueurs de la compétition sont les irlandais du Leinster, qui disposent de leurs compatriotes du Munster en finale (24-20) au Lansdowne Road de Dublin.
En 2002, les Écossais des Border Reivers rejoignent le championnat. La Welsh-Scottish League est abandonnée au bout de trois saisons.

### Régionalisation galloise et round-robin (2003-2009)
En 2003, les équipes galloises sont concentrées en 5 provinces : Cardiff Blues, Celtic Warriors, Llanelli Scarlets, Ospreys et Newport Gwent Dragons. La Ligue prend désormais la forme d'un championnat à poule unique en matchs aller/retour. Parmi les trois nations, elle devient le seul championnat entièrement professionnel. Autre changement, les 12 équipes s'affrontent en matches aller-retour, et le premier du classement est sacré champion sans phases finales. Néanmoins, la concurrence frontale avec les rencontres du Tournoi des Six Nations et de la Coupe du monde 2003 limite fortement la participation des internationaux et nuit à la qualité des matchs. Pour sa première saison dans la ligue, la franchise des Llanelli Scarlets remporte le titre, devant les irlandais de l'Ulster et les Newport Gwent Dragons.
En 2004, l'équipe des Celtic Warriors est démantelée par la fédération galloise pour des raisons financières. La Ligue celte se déroule à onze et le pays de Galles remporte son second titre dans la compétition par l'intermédiaire des Ospreys.
En 2005, l'intégration de 4 équipes italiennes et 9 équipes sud-africaines est sérieusement envisagée (la compétition serait devenue Rainbow Cup), puis repoussée. En 2009, la possibilité de l'intégration de 2 équipes italiennes à l'horizon 2010-2011 est à nouveau envisagée, soumise à des conditions sportives et économiques. C'est l'Ulster qui remporte la compétition et termine en tête d'un podium composé exclusivement d'équipes irlandais (Munster puis Leinster).
En décembre 2006, les London Welsh, membres de la fédération anglaise et de la fédération galloise, ont fait état de leur intérêt pour rejoindre la ligue au cas où le championnat anglais mettrait un terme au système de promotion et deviendrait une ligue fermée, ce ne sera finalement pas le cas. Cette saison, les Ospreys deviennent la première équipe à remporter pour la deuxième fois la compétition.
En 2007, l'équipe des Border Reivers est démantelée par la Fédération écossaise pour des raisons financières. Le championnat contient seulement 10 équipes (4 irlandaises, 2 écossaises et 4 galloises) et le Leinster remporte son second titre dans la compétition. En 2008-2009, le Munster remporte la compétition en devançant les Écossais de Édimbourg qui réalise à cette occasion la meilleure performance écossaise depuis la création de la compétition.

### Arrivée de l'Italie et phases finales (2009-2014)
Les phases finales sont réintroduites lors de la saison 2009-2010, ce qui profite aux gallois des Ospreys qui remportent leur troisième titre dans la compétition, un record, en remportant la finale face au Leinster (17-12) à la RDS Arena de Dublin, où le Leinster joue la majorité de ses matches à domicile. Jusqu'en 2015, l'équipe la mieux classée de la saison régulière qualifiée en finale dispose du choix du terrain.
Le 8 mars 2010 la Fédération italienne de rugby à XV annonce que deux franchises italiennes venant du Super 10 intègrent la Celtic League à partir de la saison suivante : le Benetton Trévise et Aironi Rugby. Les équipes italiennes terminent respectivement dixième (avec neuf victoires) et douzième (avec une victoire). C'est le Munster qui remporte le titre cette saison en défaisant en finale le Leinster (19-9) dans son stade de Thomond Park à Limerick.
En 2011-2012, la compétition prend le nom de Pro12 et les Ospreys remporte une nouvelle fois le titre face au Leinster à la RDS Arena (31-30) grâce à un essai dans les derniers instants de la partie de Shane Williams, transformé par Dan Biggar.
Deux ans après son intégration en Pro12, l'Aironi Rugby est remplacé par les Zebres de Parme pour des raisons financières. Et en 2013 puis 2014, le Leinster parvient à conserver son titre de champion, une première dans l'histoire du Pro12 en battant respectivement l'Ulster (24-18) et Glasgow (34-12).

### Réformes européennes (2014-)
En 2014, les clubs anglais et français pour l'ERC (European Rugby Cup), organisateur des compétitions européennes professionnelles, réforment le format de la Coupe d'Europe et du Challenge européen. Ainsi, les places qualificatives pour la compétition principale via le Pro12 seront plus difficiles à obtenir. Cela entraine alors une augmentation des enjeux sportifs de la compétition.
En 2014-2015, la finale est pour la première fois disputée sur un terrain choisi à l'avance. Les Écossais des Glasgow Warriors se qualifient de nouveau pour la finale et remportent le premier titre d'une franchise écossaise, en disposant de l'Ulster en demi finale (14-12) puis du Munster (31-13) au stade de Ravenhill de Belfast. En 2016, le Connacht, seul province irlandaise à ne pas avoir gagné la compétition, remporte son premier titre en Pro12 en battant en finale le Leinster (20-10). Le choix d'un terrain neutre permet au championnat de gagner en visibilité en investissant un stade autre que les stades réguliers des différents clubs, d'une capacité moyenne modeste. Après 2015, le choix se porte sur des stades de grande capacité : Murrayfield Stadium, l'Aviva Stadium et le Celtic Park. Les finales obtiennent un taux de remplissage satisfaisant, y compris lorsque l'équipe locale n'est pas qualifiée, comme en 2016 (44 092 spectateurs pour une capacité de 51 700).

### Passage à 14 équipes
En raison de la réduction du nombre de participants en Super Rugby en 2018 ; faisant ainsi passer la compétition de 18 à 15 équipes ; deux franchises sud-africaines (les Cheetahs et les Southern Kings) demandent à intégrer le Pro12. Le 18 juillet 2017, le comité directeur de l'organisation décide de valider cette décision.
Le passage à 14 équipes amène un changement de format pour la compétition qui a désormais deux conférences. Dans chacune d'entre elles, on retrouvera deux clubs gallois, deux irlandais, un écossais, un italien et un sud-africain. Ceux-ci ont été répartis en fonction de leur classement durant la saison précédente. Au sein de chaque conférence, les formations disputent 12 matches entre elles sous forme de match aller et retour. Puis, elles affrontent chacune des équipes de l'autre conférence une seule fois, à domicile ou à l'extérieur selon les cas (soit 7 matches). À cela, s'ajoutent deux derbys supplémentaires face aux représentants du même pays. Donc, au total, tout le monde dispute 21 rencontres durant la phase régulière. Pour les phases finales, seuls les 3 premiers de chaque conférence seront qualifiés. Les premiers iront directement en demi-finale alors que les 2e et 3e de chaque poule s'affronteront en quart de finale.
En 2020, le fonds d'investissement CVC Capital Partners, basé au Luxembourg, acquiert 28 % des parts du Pro14. Cette transaction permet également à la fédération italienne d'acquérir des parts. Les 72 % restants restent ainsi la propriété des fédérations irlandaises, italiennes, écossaises et galloises.

### Passage à 16 équipes
À partir de 2021-2022, la saison de championnat se déroule entre septembre et mai, avec des équipes réparties en quatre poules géographiques : la poule irlandaise, la poule galloise, la poule sud-africaine et la poule écosso-italienne.
Les quatre poules déterminent les 6 rencontres aller et retour disputées par chaque équipe sur son territoire. Les 12 matchs restants sont disputés à partir d'un nombre pair de matchs à domicile ou à l'extérieur contre les autres équipes de la ligue. Les poules ont ainsi été conçues pour amplifier les rivalités et la compétitivité entre les nations.
Après 18 matchs, les huit meilleures équipes se qualifient pour les quarts de finale, suivis des demi-finales et d'une finale. L'avantage du terrain est déterminé en fonction de leur classement général.

## Médiatisation

### Télévision
| Chaine               | Pays            | Période                  | Diffusion            |
| -------------------- | --------------- | ------------------------ | -------------------- |
| TG4                  | Irlande         | 2001-2004 et depuis 2010 | Irlandais            |
| BBC Wales            | Pays de Galles  | Depuis 2001              | Anglais              |
| S4C                  | Pays de Galles  | Depuis 2001              | Gallois              |
| BBC Northern Ireland | Irlande du Nord | 2001-2004 et depuis 2010 |                      |
| BBC Alba             | Écosse          | Depuis 2010              | Écossais             |
| BBC Scotland         | Écosse          | 2001-2004 et depuis 2014 |                      |
| Sky Sports           | Royaume-Uni     | Depuis 2014              |                      |
| BeIn Sports          | France          | Depuis 2014              |                      |
| RAI Sport            | Italie          | 2011-2012 et depuis 2015 |                      |
| Setanta Sports       | Irlande         | 2004-10 Depuis 2010      | En direct Highlights |

### Identité visuelle et sponsors
Le Pro12 est connu sous différents noms dans son histoire en fonction des nations participantes et des sponsors. En 2006, l'arrivée d'un nouveau sponsor principal entraîne le changement de nom de la compétition qui devient Magners League, du nom d'un fabricant irlandais de cidre, qui s'engage pour cinq ans. Le 8 juin 2011, un nouvel accord de partenariat est établi pour quatre saisons avec RaboDirect, filiale de la banque néerlandaise Rabobank, installée dans plusieurs pays anglophones dont l'Irlande, l'Australie et la Nouvelle-Zélande. La compétition est alors rebaptisée en RaboDirect Pro12,. Elle est à nouveau renommée en 2014, dû à son nouveau sponsor principal, la marque de bière Guinness,.

Évolution du logo
Logo de la Celtic League de 2001 à 2006.
Logo de la Celtic League 2006 à 2011.
Logo du Pro12 2011 à 2014.
Logo du Pro12 de 2014 à 2017.
Logo du Pro14 de 2017 à 2021.
Logo du United Rugby Championship à partir de 2021.

## Qualifications européennes

### Ancien format (2001-2014)
Les trois meilleures équipes irlandaises et les trois meilleures équipes galloises sont qualifiées pour la coupe d'Europe.Si une équipe irlandaise ou galloise non qualifiée par le classement remporte la coupe d'Europe ou le challenge européen, elle est également qualifiée. Les deux franchises italiennes et les deux franchises écossaises sont qualifiées pour chaque édition de la coupe d'Europe.

### Première réforme (2014-2018)
En 2014, le règlement de qualifications change, les qualifiés sont les 7 premiers du classement mais avec au moins une équipe de chacun des 4 pays participants (Irlande, pays de Galles, Écosse, Italie). Par exemple, pour la saison 2014-2015, les 6 premiers du classement et le Benetton Trévise (11e) car les 2 équipes italiennes sont les 2 dernières du classement.

### Seconde réforme
Pour la coupe d'Europe 2018-2019, la règle stipulant que les quatre pays devaient être représenté tombe pour laisser place aux sept premiers au classement, quels que soient les pays concernés.
À partir de 2017, les équipes sud-africaines n'étant pas éligibles pour les coupes d'Europe, elles sont exclues du classement au moment de déterminer les qualifiés pour la Champions Cup et le challenge européen. Ainsi, les trois meilleures formations de chaque conférence et le meilleur quatrième joueront la Coupe d'Europe la saison suivante.

### Élargissement aux franchises sud-africaines
En juin 2022, les organisateurs des coupes continentales confirment la possibilité de qualification des équipes sud-africaines pour leurs compétitions.

Cela entraine de nouvelles modifications dans le processus de qualification en compétition continentales. Les quatre "régions" de l'URC sont organisés en poules, le premier se qualifie directement pour la Coupe d'Europe. 

Cela assure la qualification d'au moins une équipe galloise, irlandaise et sud-africaine chaque année à la Coupe d'Europe.
Comme l'Écosse et l'Italie partagent un seul groupe régional, au moins une équipe de ces deux pays combinés est qualifiée, mais aucun de ces pays individuellement n'a de qualification garantie.

Les quatre places restantes sont attribuées aux quatre meilleurs bilans de la saison régulière, quelle que soit la poule à laquelle ils participent. Ainsi, il est possible qu'une équipe se qualifie pour la Coupe d'Europe sans atteindre les phases finales de l'URC, en remportant sa poule régionale mais en terminant neuvième ou moins au classement général. Si le club vainqueur de l'URC ne s'est pas qualifié pour la Champions Cup sur les critères ci-dessus, il se qualifiera à la place de la dernière des équipes qualifiées n'ayant pas remporté sa poule. Il en sera de même si une équipe de l'URC remporte un trophée continental et se qualifie pour la Coupe d'Europe sans s'être qualifiée par sa position dans la ligue.
Dès mai 2023, l'absence de compétitivité des franchises galloises a amené à reconsidérer les règles de qualification car ayant privé une équipe meilleure sportivement une place en Champions Cup deux saisons consécutives , et dès la saison suivante le seul moyen de se qualifier pour celle-ci en ne finissant pas dans les huit premiers est redevenu de remporter l'une des deux coupes d'Europe.

## Les équipes

### Les équipes actuelles
| Franchise        | Période     | Pays           | Ville(s)         | Stade                     | Capacité | Titres                                                      |
| ---------------- | ----------- | -------------- | ---------------- | ------------------------- | -------- | ----------------------------------------------------------- |
| Benetton Trévise | Depuis 2010 | Italie         | Trévise          | Stadio Comunale di Monigo | 6 700    | Aucun                                                       |
| Bulls            | Depuis 2021 | Afrique du Sud | Pretoria         | Loftus Versfeld Stadium   | 51 762   | Aucun                                                       |
| Cardiff Rugby    | Depuis 2003 | Pays de Galles | Cardiff          | Cardiff Arms Park         | 12 500   | Aucun                                                       |
| Connacht         | Depuis 2001 | Irlande        | Galway           | Galway Sportsground       | 7 500    | 1 (2016)                                                    |
| Dragons RFC      | Depuis 2003 | Pays de Galles | Newport          | Rodney Parade             | 11 700   | Aucun                                                       |
| Édimbourg Rugby  | Depuis 2001 | Écosse         | Édimbourg        | Edinburgh Rugby Stadium   | 7 800    | Aucun                                                       |
| Glasgow Warriors | Depuis 2001 | Écosse         | Glasgow          | Scotstoun Stadium         | 11 000   | 2 (2015, 2024)                                              |
| Leinster         | Depuis 2001 | Irlande        | Dublin           | RDS Arena                 | 18 500   | 8 (2001, 2008, 2013, 2014, 2018, 2019, 2020, 2021) et 2025) |
| Lions            | Depuis 2021 | Afrique du Sud | Johannesbourg    | Ellis Park Stadium        | 62 567   | Aucun                                                       |
| Munster          | Depuis 2001 | Irlande        | Limerick et Cork | Thomond Park              | 26 500   | 4 (2003, 2009,2011, 2023)                                   |
| Ospreys          | Depuis 2003 | Pays de Galles | Swansea et Neath | Swansea.com Stadium       | 20 532   | 4 (2005, 2007, 2010, 2012)                                  |
| Scarlets         | Depuis 2003 | Pays de Galles | Llanelli         | Parc y Scarlets           | 14 340   | 2 (2004, 2017)                                              |
| Sharks           | Depuis 2021 | Afrique du Sud | Durban           | Kings Park Stadium        | 52 000   | Aucun                                                       |
| Stormers         | Depuis 2021 | Afrique du Sud | Le Cap           | Cape Town Stadium         | 55 000   | 1 (2022)                                                    |
| Ulster           | Depuis 2001 | Irlande        | Belfast          | Kingspan Stadium          | 18 200   | 1 (2006)                                                    |
| Zebre Parma      | Depuis 2012 | Italie         | Parme            | Stadio XXV Aprile         | 5 000    | Aucun                                                       |

### Les anciennes équipes
| Franchise       | Période   | Pays           | Ville(s)               | Stade(s)                   | Capacité     |
| --------------- | --------- | -------------- | ---------------------- | -------------------------- | ------------ |
| Aironi          | 2010–2012 | Italie         | Viadana                | Stadio Luigi Zaffanella    | 6 000        |
| Border Reivers  | 2002–2007 | Écosse         | Galashiels             | Netherdale                 | 6 000        |
| Celtic Warriors | 2003–2004 | Pays de Galles | Bridgend et Pontypridd | Brewery Field Sardis Road  | 12 000 8 000 |
| Cheetahs        | 2017-2020 | Afrique du Sud | Bloemfontein           | Free State Stadium         | 48 000       |
| Southern Kings  | 2017-2020 | Afrique du Sud | Port Elizabeth         | Nelson Mandela Bay Stadium | 48 459       |

### Les équipes galloises
Avant la régionalisation des équipes galloises en provinces, le pays de Galles était représenté par des équipes de la Welsh Premiership, de 2001 à 2003.
| Équipe         | Stade             | Capacité |
| -------------- | ----------------- | -------- |
| Bridgend RFC   | Brewery Field     | 6 000    |
| Caerphilly RFC | Virginia Park     | 5 000    |
| Cardiff RFC    | Cardiff Arms Park | 12 500   |
| Ebbw Vale RFC  | Eugene Cross Park | 8 000    |
| Llanelli RFC   | Stradey Park      | 10 800   |
| Neath RFC      | The Gnoll         | 6 000    |
| Newport RFC    | Rodney Parade     | 11 676   |
| Pontypridd RFC | Sardis Road       | 7 861    |
| Swansea RFC    | St Helen's        | 4 500    |

## Palmarès

### Les deux premières éditions avec phase finale
| Date             | Champion | Score   | Finaliste | Lieu                        | Spectateurs |
| ---------------- | -------- | ------- | --------- | --------------------------- | ----------- |
| 15 décembre 2001 | Leinster | 24 – 20 | Munster   | Lansdowne Road, Dublin      | 30 000      |
| 1er février 2003 | Munster  | 37 – 17 | Neath RFC | Millennium Stadium, Cardiff | 30 076      |

### Sans la phase finale (2003-2009)
| Année     | Champion          | Deuxième        | Troisième             |
| --------- | ----------------- | --------------- | --------------------- |
| 2003-2004 | Llanelli Scarlets | Ulster          | Newport Gwent Dragons |
| 2004-2005 | Ospreys           | Munster         | Leinster              |
| 2005-2006 | Ulster            | Leinster        | Munster               |
| 2006-2007 | Ospreys           | Cardiff Blues   | Leinster              |
| 2007-2008 | Leinster          | Cardiff Blues   | Munster               |
| 2008-2009 | Munster           | Édimbourg Rugby | Leinster              |

### Depuis 2010 et le retour de la phase finale
| Date              | Champion         | Score   | Finaliste        | Lieu                              | Spectateurs | Réf.   |
| ----------------- | ---------------- | ------- | ---------------- | --------------------------------- | ----------- | ------ |
| 29 mai 2010       | Ospreys          | 17 – 12 | Leinster         | RDS Arena, Dublin                 | 19 750      | [ 14 ] |
| 28 mai 2011       | Munster          | 19 – 9  | Leinster         | Thomond Park, Limerick            | 26 100      | [ 15 ] |
| 27 mai 2012       | Ospreys          | 31 – 30 | Leinster         | RDS Arena, Dublin                 | 18 500      | [ 16 ] |
| 25 mai 2013       | Leinster         | 24 – 18 | Ulster           | RDS Arena, Dublin                 | 19 200      | [ 17 ] |
| 31 mai 2014       | Leinster         | 34 – 12 | Glasgow Warriors | RDS Arena, Dublin                 | 19 200      | [ 18 ] |
| 30 mai 2015       | Glasgow Warriors | 31 – 13 | Munster          | Kingspan Stadium, Belfast         | 17 057      | [ 19 ] |
| 28 mai 2016       | Connacht         | 20 – 10 | Leinster         | Murrayfield Stadium, Édimbourg    | 34 550      | [ 20 ] |
| 27 mai 2017       | Scarlets         | 46 – 22 | Munster          | Aviva Stadium, Dublin             | 44 558      | [ 21 ] |
| 26 mai 2018       | Leinster         | 40 – 32 | Scarlets         | Aviva Stadium, Dublin             | 46 092      | [ 22 ] |
| 25 mai 2019       | Leinster         | 18 – 15 | Glasgow Warriors | Celtic Park, Glasgow              | 47 128      | [ 23 ] |
| 12 septembre 2020 | Leinster         | 27 – 5  | Ulster           | Aviva Stadium, Dublin             | 0           | [ 24 ] |
| 27 mars 2021      | Leinster         | 16 – 6  | Munster          | RDS Arena, Dublin                 | 0           | [ 25 ] |
| 18 juin 2022      | Stormers         | 18 – 13 | Bulls            | Cape Town Stadium, Le Cap         | 31 000      | [ 26 ] |
| 27 mai 2023       | Munster          | 19 – 14 | Stormers         | Cape Town Stadium, Le Cap         | 56 500      | [ 27 ] |
| 22 juin 2024      | Glasgow Warriors | 21 – 16 | Bulls            | Loftus Versfeld Stadium, Pretoria | 50 388      |        |
| 14 juin 2025      | Leinster         | 32 – 7  | Bulls            | Croke Park, Dublin                |             |        |

### Palmarès par club
Sur le plan sportif, la compétition est dominée par le Leinster (8 titres). Les franchises italiennes n'ont jamais gagné de titre.
| Équipe           | Champion | Seconde place | 3e et 4e place | Premier et dernier titre |
| ---------------- | -------- | ------------- | -------------- | ------------------------ |
| Leinster         | 9        | 5             | 7              | 2001-2025                |
| Munster          | 4        | 5             | 8              | 2003-2023                |
| Ospreys          | 4        | 0             | 4              | 2005-2012                |
| Glasgow Warriors | 2        | 2             | 6              | 2015-2024                |
| Scarlets         | 2        | 1             | 2              | 2004-2017                |
| Ulster           | 1        | 3             | 7              | 2006                     |
| Stormers         | 1        | 1             | 0              | 2022                     |
| Connacht         | 1        | 0             | 1              | 2016                     |
| Cardiff Rugby    | 0        | 2             | 1              | -                        |
| Bulls            | 0        | 3             | 0              | -                        |
| Edimbourg Rugby  | 0        | 1             | 2              | -                        |
| Neath RFC        | 0        | 1             | 0              | -                        |
| Dragons RFC      | 0        | 0             | 2              | -                        |
| Cardiff RFC      | 0        | 0             | 1              | -                        |
| Celtic Warriors  | 0        | 0             | 1              | -                        |

### Palmarès par pays
Jusqu'à la saison 2009-2010, le palmarès se limite aux « nations celtes ». Il s'élargit en 2010 à l'Italie, puis en 2017 à l'Afrique du Sud.
| Pays (saison d'entrée)     | Titres | Clubs                                            | 2es places | Clubs                                        |
| -------------------------- | ------ | ------------------------------------------------ | ---------- | -------------------------------------------- |
| Irlande (2001-2002)        | 15     | 9 : Leinster 4 : Munster 1 : Ulster 1 : Connacht | 13         | 5 : Munster 3 : Ulster 5 : Leinster          |
| Pays de Galles (2001-2002) | 6      | 2 : Scarlets 4 : Ospreys                         | 4          | 2 : Cardiff Blues 1 : Neath RFC 1 : Scarlets |
| Écosse (2001-2002)         | 2      | 2 : Glasgow Warriors                             | 3          | 1 : Édimbourg Rugby 2 : Glasgow Warriors     |
| Afrique du Sud (2017-2018) | 1      | 1 : Stormers                                     | 4          | 3 : Bulls 1 : Stormers                       |
| Italie (2010-2011)         | 0      | —                                                | 0          | —                                            |

### Boucliers
Depuis la saison 2021-2022 et la réforme à 16 franchises, celles-ci sont divisées en 4 poules nationales (ou trans-nationale pour les franchises italiennes et écossaises) se disputant un trophée.
À partir de la saison 2023-2024, seuls les résultats des matchs inter-poule sont pris en compte pour décerner les boucliers, son vainqueur n'est donc plus forcément la meilleure équipe de la poule au classement général.
| Année     | Bouclier irlandais | Bouclier sud-africain | Bouclier italo-écossais | Bouclier gallois |
| --------- | ------------------ | --------------------- | ----------------------- | ---------------- |
| 2021-2022 | Leinster           | Stormers              | Édimbourg Rugby         | Ospreys          |
| 2022-2023 | Leinster           | Stormers              | Glasgow Warriors        | Cardiff Rugby    |
| 2023-2024 | Leinster           | Bulls                 | Glasgow Warriors        | Ospreys          |
| 2024-2025 | Leinster           | Sharks                | Glasgow Warriors        | Cardiff Rugby    |

## Individuel

### Joueur de la saison
| Saison    | Joueur              | Poste                  | Club            | Performance collective |
| --------- | ------------------- | ---------------------- | --------------- | ---------------------- |
| 2009-2010 | Tommy Bowe          | Ailier                 | Ospreys         | Victoire               |
| 2010-2011 | Ruan Pienaar        | Demi de mêlée          | Ulster          | Demi-finale            |
| 2011-2012 | Tim Visser          | Ailier                 | Édimbourg Rugby | 11e                    |
| 2012-2013 | Nick Williams       | Troisième ligne centre | Ulster          | Finale                 |
| 2013-2014 | Dan Biggar          | Demi d'ouverture       | Ospreys         | 5e                     |
| 2014-2015 | Rhys Webb           | Demi de mêlée          | Ospreys         | Demi-finale            |
| 2015-2016 | Bundee Aki          | Centre                 | Connacht        | Victoire               |
| 2016-2017 | Charles Piutau      | Ailier, arrière        | Ulster          | 5e                     |
| 2017-2018 | Tadhg Beirne        | Deuxième ligne         | Scarlets        | Finale                 |
| 2018-2019 | Viliame Mata        | 2e, 3e ligne           | Édimbourg Rugby | 5e Conférence B        |
| 2019-2020 | Duhan van der Merwe | Ailier                 | Édimbourg Rugby | Demi-finale            |
| 2020-2021 | Marcell Coetzee     | Troisième ligne centre | Ulster          | 2e Conférence A        |
| 2021-2022 | Evan Roos           | Troisième ligne centre | Stormers        | Victoire               |
| 2022-2023 | Dan Sheehan         | Talonneur              | Leinster        | Demi-finale            |
| 2023-2024 | Jack Crowley        | Demi d'ouverture       | Munster         | Demi-finale            |

### Statistiques individuelles

#### Record d'essais
| Rang | Joueur            | Club(s)                                               | Période   | Essais |
| ---- | ----------------- | ----------------------------------------------------- | --------- | ------ |
| 1    | Tommy Bowe        | Ulster (49), Ospreys (18)                             | 2003-2018 | 67     |
| 2    | DTH van der Merwe | Glasgow Warriors (43), Scarlets (15)                  | 2009-2020 | 58     |
| 2    | Tim Visser        | Édimbourg Rugby (58)                                  | 2009-2015 | 58     |
| 2    | Craig Gilroy      | Ulster (58)                                           | 2010-2023 | 58     |
| 5    | Steffan Evans     | Scarlets (52)                                         | 2014-     | 52     |
| 6    | Andrew Trimble    | Ulster (50)                                           | 2005-2018 | 50     |
| 6    | Gareth Davies     | Scarlets (50)                                         | 2009-     | 50     |
| 8    | Daniel Evans      | Scarlets (4), Newport Gwent Dragons (9), Ospreys (35) | 2007-2022 | 48     |
| 8    | David Kearney     | Leinster (48)                                         | 2008-2023 | 48     |
| 10   | Simon Zebo        | Munster (46)                                          | 2010-2024 | 46     |

#### Record de points
| Rang | Joueur           | Club(s)                                                                    | Période   | Points |
| ---- | ---------------- | -------------------------------------------------------------------------- | --------- | ------ |
| 1    | Dan Biggar       | Ospreys (1585)                                                             | 2007-2018 | 1585   |
| 2    | Dan Parks        | Glasgow Warriors (1103), Cardiff Blues (236), Connacht (243)               | 2003-2014 | 1582   |
| 3    | Ian Keatley      | Connacht (486), Munster (942), Benetton Trévise (98), Glasgow Warriors (8) | 2008-2021 | 1534   |
| 4    | Sam Davies       | Ospreys (651), Dragons (352)                                               | 2012-2023 | 1003   |
| 5    | Jason Tovey (en) | Dragons (773), Cardiff Blues (101), Édimbourg Rugby (124)                  | 2007-2021 | 998    |
| 6    | Duncan Weir      | Glasgow Warriors (769), Édimbourg Rugby (201)                              | 2009-     | 970    |
| 7    | Ronan O'Gara     | Munster (940)                                                              | 1997-2013 | 940    |
| 8    | Jack Carty       | Connacht (909)                                                             | 2012-     | 909    |
| 9    | John Cooney      | Leinster (15), Connacht (72), Ulster (804)                                 | 2011-     | 891    |
| 10   | Rhys Priestland  | Scarlets (770), Cardiff Rugby (120)                                        | 2007-2023 | 890    |

#### Record de matchs joués
| Rang | Joueur         | Matchs |
| ---- | -------------- | ------ |
| 1    | John Muldoon   | 254    |
| 2    | Josh Turnbull  | 239    |
| 3    | Stephen Archer | 224    |
| 4    | Ian Keatley    | 215    |
| 5    | Daniel Evans   | 210    |
| 6    | Ross Ford      | 206    |
| 6    | Rob Harley     | 206    |
| 8    | Matthew Rees   | 202    |
| 9    | John Barclay   | 199    |
| 10   | Billy Holland  | 197    |

#### Sur une saison
- Nombre d'essais inscrits : 16- Tom Stewart ( Ulster, 2022-23, en 15 matchs)
- Nombre de points inscrits : 287- Felipe Contepomi ( Leinster 2005-06)